# Devil's Knot
Devil's Knot is een Amerikaanse film uit 2013 van Atom Egoyan, gebaseerd op het waargebeurde verhaal van de West Memphis Three.

## Verhaal
In 1993 kwamen 3 jongens in West Memphis niet meer thuis. Na een speurtocht werden hun lichamen aangetroffen in een rivier vlakbij waar ze woonden. Na onderzoek wijst de politie drie schuldigen aan: Damien Echols, Jessie Misskelley, Jr. en Jason Baldwin.

## Rollen
| Acteur                   | Personage                  | Opmerking     |
| ------------------------ | -------------------------- | ------------- |
| Reese Witherspoon        | Pam Hobbs                  | Moeder Stevie |
| Colin Firth              | Ron Lax                    |               |
| Alessandro Nivola        | Terry Hobbs                |               |
| James Hamrick            | Damien Echols              | Verdachte     |
| Seth Meriwether          | Jason Baldwin              | Verdachte     |
| Kris Higgins             | Jessie Misskelley          | Verdachte     |
| Amy Ryan                 | Margaret Lax               |               |
| Robert Baker             | Detective Bryn Ridge       |               |
| Collette Wolfe           | Glori Shettles             |               |
| Rex Linn                 | Chief Inspector Gitchell   |               |
| Bruce Greenwood          | Judge Burnett              |               |
| Kristoffer Polaha        | Val Price                  |               |
| Matt Letscher            | Paul Ford                  |               |
| Michael Gladis           | Dan Stidham                |               |
| Stephen Moyer            | John Fogleman              |               |
| Martin Henderson         | Brent Davis                |               |
| Ted Huckabee             | Steve Jones                |               |
| Elias Koteas             | Jerry Driver               |               |
| Dane DeHaan              | Chris Morgan               |               |
| Kerry Cahill             | Jo Lynn                    |               |
| Jet Jurgensmeyer         | Stevie Branch              | Slachtoffer   |
| Paul Harris Boardman Jr. | Michael Moore              | Slachtoffer   |
| Brandon Spink            | Chris Byers                | Slachtoffer   |
| Kevin Durand             | John Mark Byers            |               |
| Julie Ivey               | Melissa Byers              |               |
| Jack Coghlan             | Aaron Hutcheson            |               |
| Lori Beth Sikes          | Annie                      |               |
| Gary Grubbs              | Dale Griffis               |               |
| Stan Houston             | Detective Donald Bray      |               |
| Matthew Stanton          | Detective Durham           |               |
| Brian Howe               | Detective McDonough        |               |
| Clay Stapleford          | Detective Mike Allen       |               |
| Stephanie Steward        | Domini Teer                |               |
| Bill Murphey             | Marty King                 |               |
| Brooke Jaye Taylor       | Officer Regina Meeks       |               |
| Mireille Enos            | Vicki Hutcheson            |               |
| Isabella Zentkovich      | Amanda Hobbs               |               |
| Quincey Bonds            | Court Officer              |               |
| Morgan Pelligrino        | Reporter at Courthouse     |               |
| Arvell Poe               | Bloody Muddy Man           |               |
| Brandon Carroll          | Bobby DeAngelo             |               |
| Haley Craft              | Teenage Employee           |               |
| Amber Chaney             | Older Employee             |               |
| Scott Poythress          | Criminalist                |               |
| Judd Lormand             | Desk Officer               |               |
| Corey Wright             | HBO Cameraman              |               |
| Kate Kneeland            | Ron's Secretary            |               |
| Annabel Boardman         | Girl on Stand #1           |               |
| Abigail Monet            | Girl on Stand #2           |               |
| Carolyn Etheridge        | Girl at Weaver             |               |
| Brandon Wood             | Trailer Park Teen #1       |               |
| Joey Nappo               | Trailer Park Teen #2       |               |
| David Ramsey             | Baptist Peacher            |               |
| Lindsey N. Moser         | Teacher at Weaver          |               |
| Chase Crandell           | Marion High School Boy     |               |
| Stephanie Astalos-Jones  | Marion High School Teacher |               |
| Orelon Sidney            | Memphis TV Reporter        |               |
| Ron Clinton Smith        | Police Sergeant            |               |
| Jonathan Splencer        | Polygraph Examiner         |               |
| Jody Thompson            | Man in Crowd #1            |               |
| Rob Demery               | Man in Crowd #2            |               |
| Anessa Ramsey            | Rosie                      |               |
| Gary Weeks               | TV Reporter at Weaver      |               |
| Holly Firfer             | Tabloid Reporter           |               |
| Thomas Strickland        | Lawyer                     |               |
| Joe Berlinger            | Very Special Appearance    |               |
| Bruce Sinofsky           | Very Special Appearance    |               |